# Conceição do Rio Verde
Conceição do Rio Verde este un oraș în unitatea federativă Minas Gerais (MG), Brazilia.